# Thiofenol
Thiofenol je organická sloučenina se vzorcem C6H5SH, nejjednodušší aromatický thiol. Je obdobou fenolu, v jehož molekule je atom kyslíku nahrazen atomem síry.
Jako thiofenoly se také označují i další sloučeniny obsahující sulfhydrylovou (-SH) skupinu navázanou kovalentně na benzenové jádro.

## Příprava a výroba
Existuje několik postupů, při kterých vzniká thiofenol nebo podobné sloučeniny, jako je redukce benzensulfonylchloridu práškovým zinkem a reakce síry s fenylmagnesiumhalogenidy nebo fenyllithiem následovaná okyselením.
Při Newmanově–Kwartově přesmyku se přeměňuje fenol (1) na thiofenol (5), přičemž se nejprve tvoří O-aryldialkylthiokarbamát (3), který zahříváním vytváří S-arylovaný produkt (4).
V Leuckartově thiofenolové reakci dochází k přeměně anilinu na diazoniovou sůl (ArN2X) a následně na xantát (ArS(C=S)OR). Další možností je reakce sulfidu sodného s triazenem v organickém rozpouštědle.
Průmyslově lze thiofenol vyrobit reakcí chlorbenzenu se sulfanem na oxidu hlinitém při 700 °C; meziproduktem je disulfid. Reakční směs je žíravá a proto se reakce provádí v keramických či jiných odolných nádobách.
Za určitých podmínek lze thiofenoly získat také z aryljodidů a síry za katalýzy jodidem měďným.

## Použití
Thiofenoly se používají při výrobě léčiv, například sulfonamidových antibiotik. Antimykotikum butokonazol-merthiolát patří mezi deriváty thiofenolu.

## Vlastnosti a reakce

### Kyselost
Thiofenol je silnější kyselinou než fenol; pKa thiofenolu je 6,63, zatímco u fenolu je to 9,99. Podobně je sulfan silnější kyselinou než voda, thioly jsou obecně silnější kyseliny než odpovídající alkoholy. Reakcí thiofenolu se silnými zásadami, jako je hydroxid sodný, vznikají příslušné thiofenoláty (například thiofenolát sodný, C6H5SNa).

### Alkylace
Thiofenol je silným nukleofilem, a tak u něj snadno probíhají alkylační reakce. Reakcí C6H5SH s jodmethanem za přítomnosti zásady vzniká methylfenylsulfid (C6H5SCH3) patřící mezi thioethery. C6H5SH rovněž reaguje s α,β-nenasycenými karbonylovými sloučeninami v Michaelových reakcích.

### Oxidace
Thiofenol lze, obzvláště v zásaditém prostředí, snadno oxidovat na difenyldisulfid:
4 C6H5SH + O2 → 2 C6H5S-SC6H5 + 2 H2O
Disulfid může být zpětně redukován na thiol tetrahydridoboritanem sodným a okyselením reakční směsi. Díky této reakci lze thiofenol použít jako zdroj vodíkových atomů.

### Chlorace
Reakcí thiofenolu s chlorem (Cl2) vzniká fenylsulfenylchlorid.

### Tvorba komplexů
Kovové kationty mohou vytvářet thiofenoláty, přičemž některé z nich bývají polymerní. Příkladem je „C6H5SCu“, získávaný z chloridu měďného a thiofenolu.

## Bezpečnost
Thiofenol je dráždivý a při absorpci kůží, požití nebo vdechnutí má toxické účinky. Je také hořlavý.